# Agent i pół
Agent i pół (ang. Central Intelligence) – amerykański film komediowy z 2016 roku.

## Obsada
- Dwayne Johnson – Bob Stone / Robbie Weirdicht
- Kevin Hart – Calvin Joyner
- Amy Ryan – Agentka Pamela Harris
- Aaron Paul – Phil Stanton
- Danielle Nicolet – Maggie Joyner
- Timothy John Smith – Agent Nick Cooper
- Jason Bateman – Trevor Olson

## Odbiór

### Box office
Budżet filmu jest szacowany na 50 milionów dolarów. W Stanach Zjednoczonych i w Kanadzie film zarobił ponad 127 mln USD. W innych krajach przychody wyniosły ponad 89 mln, a łączny przychód ponad 216 mln dolarów.

### Krytyka w mediach
Film spotkał się z mieszaną reakcją krytyków. W serwisie Rotten Tomatoes 71% ze 184 recenzji jest pozytywne, a średnia ocen wyniosła 5,7/10. Na portalu Metacritic średnia ocen z 35 recenzji wyniosła 52 punktów na 100.